# Transbeskidzki Szlak Konny
Transbeskidzki Szlak Konny – najdłuższy w polskich górach szlak turystyki jeździeckiej, wytyczony przez PTTK w 2000 r. Liczy 600 km długości i na jego pokonanie należy przeznaczyć 14 dni (109 godzin jazdy stępem). Prowadzi z Brennej w Beskidzie Śląskim, przez Beskid Żywiecki, Podhale, Pieniny, Beskid Sądecki oraz Beskid Niski do Wołosatego w Bieszczadach. Najwyżej położonym punktem szlaku jest góra Szczawina w Beskidzie Żywieckim (1356 m n.p.m.).
Trasę podzielono na 14 etapów obowiązujących przy zdobywaniu odznaki PTTK. Każdy odpowiada jednemu dniowi jazdy, miejscem początkowym i końcowym odcinka jest Ośrodek Górskiej Turystyki Jeździeckiej, jedynie IV etap kończy się w gospodarstwie agroturystycznym.
Szlak został częściowo naniesiony na mapę Waymarked Trails: Jeździectwo

## Przebieg szlaku

### Etap 1
9 godzin; Beskid Śląski, od Węgierskiej Górki Beskid Żywiecki
- Brenna
- Grabowa
- Przełęcz Salmopolska
- Malinowska Skała
- Magurka Wiślańska
- Magurka Radziechowska
- Glinne
- Węgierska Górka
- Cięcina
- Żabnica

### Etap 2
5 godzin; Beskid Żywiecki
- Żabnica
- Hala Boracza
- Hala Lipowska
- Rysianka
- Hala Miziowa
- Korbielów

### Etap 3
8 godzin; Beskid Żywiecki
- Korbielów
- przełęcz Glinne
- Jaworzyna
- przełęcz Głuchaczki
- przełęcz Klekociny
- Zawoja

### Etap 4
5 godzin; Beskid Żywiecki
- Zawoja
- przełęcz Krowiarki
- Zubrzyca Górna

### Etap 5
12 godzin; Beskid Żywiecki (Pasmo Podhalańskie), Kotlina Orawsko-Nowotarska, Pogórze Spisko-Gubałowskie
- Zubrzyca Górna
- Orawka
- Ludźmierz
- Szaflary
- Bukowina Tatrzańska

### Etap 6
13 godzin; Pogórze Spisko-Gubałowskie, Pieniny, Beskid Sądecki
- Bukowina Tatrzańska
- Przełęcz nad Łapszanką
- Pieskowy Wierch
- Krościenko nad Dunajcem
- Szczawnica
- Jaworki

### Etap 7
10 godzin; Beskid Sądecki
- Jaworki
- Gromadzka Przełęcz
- Piwniczna-Zdrój
- Hala Pisana
- Hala Łabowska
- Uhryń

### Etap 8
6 godzin; Beskid Niski
- Uhryń
- Cygańskie Pola
- Berest
- Czyrna
- Banica
- Ropki
- Hańczowa

### Etap 9
8 godzin; Beskid Niski
- Hańczowa
- Skwirtne
- Regietów
- Zdynia
- Radocyna
- Nieznajowa
- Rozstajne
- Kotań

### Etap 10
9 godzin; Beskid Niski
- Kotań
- Krempna
- Polany
- Olchowiec
- Wilsznia
- Smereczne
- Tylawa
- Zyndranowa
- Lipowiec

### Etap 11
8 godzin; Beskid Niski
- Lipowiec
- Kamień
- Jasienik
- Koprywiczna
- Jasiel
- Kanasiówka
- Pasika
- Danawa
- Średni Garb
- Dołżyca

### Etap 12

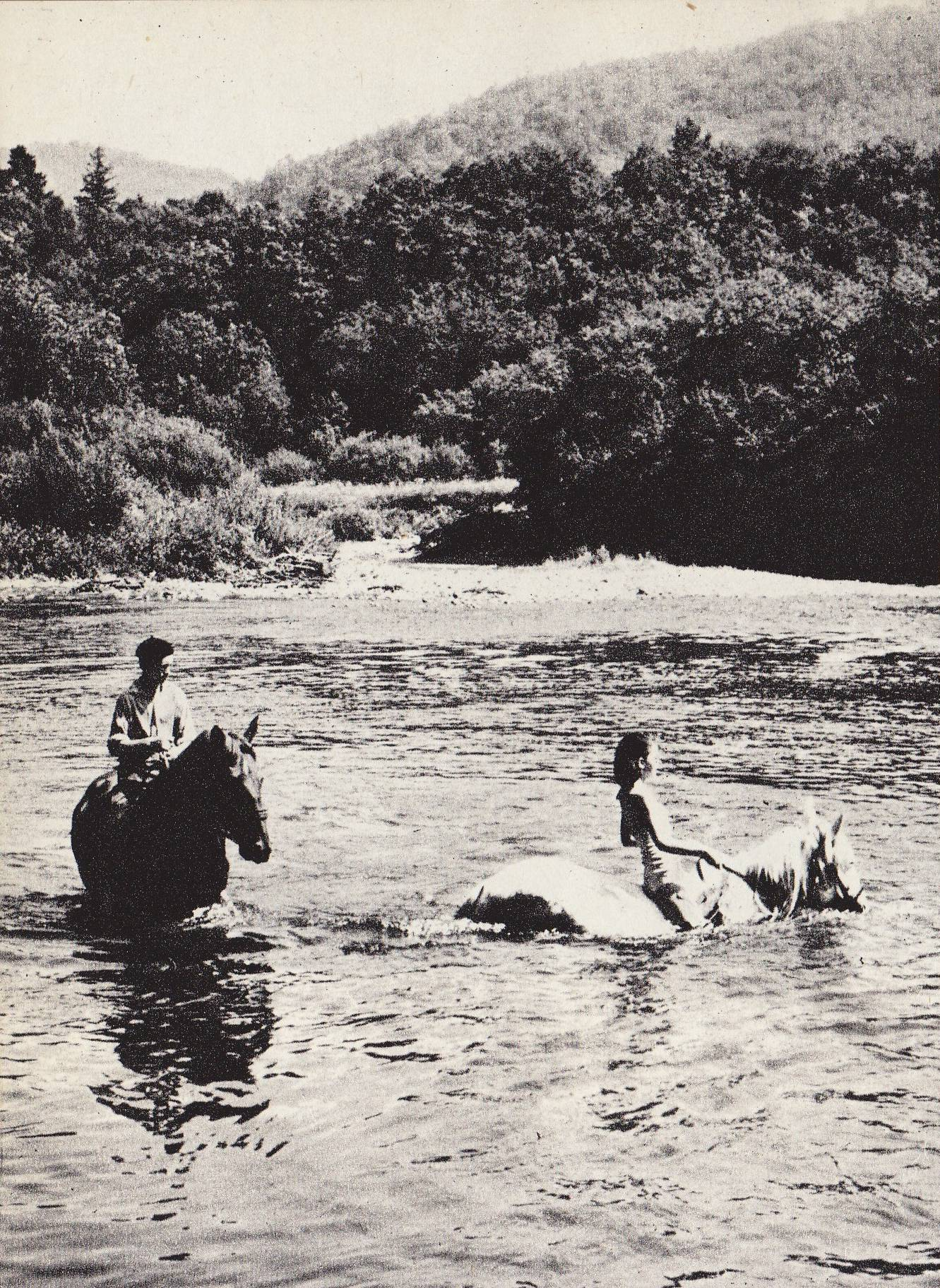
Turystyka konna w Bieszczadach przed wyznaczeniem Transbeskidzkiego Szlaku Konnego – lata 60. XX wieku

6 godzin; Bieszczady
- Dołżyca
- Radoszyce
- Nowy Łupków
- Smolnik
- Żubracze

### Etap 13
6 godzin; Bieszczady
- Żubracze
- Przysłup
- Jaworzec
- Hulskie
- Zatwarnica
- Nasiczne

### Etap 14
4 godziny; Bieszczady
- Nasiczne
- Caryńskie
- Przysłup Caryński
- Bereżki
- Ustrzyki Górne
- Wołosate